# Suleyman Al Baruni
Suleyman Al Baruni (1870 - 30 avril 1940) était un penseur religieux et un homme politique berbère de Libye de confession ibadite originaire du djebel Nefoussa qui se distingua lors de la guerre italo-turque (1911-1912), il est l'un des symboles de la résistance libyenne au colonialisme italien. 
En outre, il a également été Gouverneur Wali et un bon romancier de la Tripolitaine (en Libye il est considéré comme un auteur classique.)